# Mon copain le roi
Ne doit pas être confondu avec Mon roi.
Pour plus de détails, voir Fiche technique et Distribution.
Mon copain le roi (titre original : My Pal, the King) est un film américain réalisé par Kurt Neumann, sorti en 1932.

## Synopsis
Le célèbre spectacle itinérant du Far West de Tom Reed se produit à Alvonia, un petit pays européen, où l'enfant roi, Charles V, âgé de dix ans, néglige ses devoirs en raison de son intérêt pour le spectacle. Après une discussion avec Tom, Charles décide qu'il doit traiter ses sujets équitablement, ce qui ne plaît pas au comte De Mar qui contrôle le pays et veut taxer lourdement le peuple. Il complote avec la reine douairière pour enlever le jeune souverain ainsi que son tuteur, le Dr Lorenz. Ces derniers sont jeter dans un donjon, et on songe à les supprimer. Tom apprend de la tante de Charles, la princesse Elsa, que le monarque a disparu et il parvient à le suivre jusqu'à la forteresse où le roi est emprisonné. Les cow-boys de Tom et les hommes du comte se battent, et le comte finit par mourir noyer. Tom sauve alors le roi et son tuteur, et Charles promet de toujours bien traiter son peuple.

## Fiche technique
- Titre original : My Pal, the King
- Titre français : Mon copain le roi
- Réalisation : Kurt Neumann
- Scénario : Richard Schayer, Thomas J. Crizer et Jack Natteford
- Directeur de la photographie : Daniel B. Clark
- Production : Carl Laemmle Jr.
- Pays d'origine : États-Unis
- Format : Noir et blanc
- Genre : western
- Durée : 74 minutes
- Date de sortie : 1932

## Distribution
- Tom Mix : Tom Reed
- Mickey Rooney : Roi Charles V
- James Kirkwood : Conte DeMar
- Wallis Clark : Dr Lorenz
- Noel Francis : Princesse Elsa
- Finis Barton : Gretchen
- Paul Hurst : Red
- Stuart Holmes : Baron Kluckstein
- Jim Thorpe : Black Cloud
- Clarissa Selwynne : la reine mère